# 호골주
호골주(중국어: 虎骨酒)는 호랑이의 뼈를 쌀 등 양조에 쓸 수 있는 것안에 넣은 뒤 발효시켜 담근 술이다. 밀렵을 통해 뼈를 얻거나 동물원에서 자연사하거나 도살한 호랑이의 뼈를 이용하고 있는데 야생동물의 밀렵을 부채질할 우려에 대해 논란이 되는 술이다.

## 같이 보기
- 중국술
- 멸종위기에 처한 야생동·식물의 국제거래에 관한 협약
- 야생동물밀수